# 青葉 (久喜市)
青葉（あおば）は、埼玉県久喜市の町丁。現行行政地名は青葉一丁目から青葉五丁目。住居表示未実施地区。郵便番号は346-0013。

## 地理
埼玉県北東部、久喜市東部（久喜地区〈旧久喜市〉東部）に位置する。南西側から北側にかけて青毛に、東側で栗原に、南東側および南西側で西に、南東側から南西側にかけて吉羽に、南西側で青毛の飛地に隣接する。北縁を埼玉県道153号幸手久喜線が東西に通る。土地区画整理事業により都市基盤整備が行われた。青葉二丁目・三丁目のうち埼玉県道153号幸手久喜線（幸手久喜加須線）の道路敷となっている一部地域が市街化調整区域に指定されており、そのほかは市街化区域に指定されている。主要道路の沿線には店舗や事業所が多く、それ以外は主に住宅地域となっている。

### 河川
- 青毛堀川
- 天王新堀

### 地価
住宅地の地価は、2024年（令和6年）1月1日時点の公示地価によれば、青葉五丁目9番14の地点で70,300円/m2となっている。また、商業地の地価は、同じく2024年（令和6年）1月1日時点の公示地価によれば、青葉三丁目2番3外の地点で88,300円/m2となっている。

## 歴史
- 1974年（昭和49年）
  - 1月9日：前日に平沼土地区画整理事業の換地処分が公告された[12]ことに伴い、施行区域で町名地番変更が行われ、久喜市大字吉羽・大字栗原・大字青毛・大字西の各一部から青葉一丁目 - 五丁目が成立[5][6][注釈 5]。
  - 7月22日：久喜市立太田小学校に同居するかたちで4月8日に開校していた久喜市立青葉小学校が、青葉一丁目の新設校舎に移転する[13]。
- 1976年（昭和51年）4月8日：青葉三丁目に久喜市立久喜東中学校が開校する[14]。
- 1978年（昭和53年）7月22日：前日に栗原土地区画整理事業の換地処分が公告されたことに伴い、施行区域で町名地番変更が行われ、施行区域の一部が青葉四丁目に編入される[12][注釈 6]。
- 2010年（平成22年）3月23日：久喜市・南埼玉郡菖蒲町・北葛飾郡栗橋町・同鷲宮町が合併し、新たな久喜市が発足[18]。同市の町丁となる。

## 世帯数と人口
2025年（令和7年）2月1日時点の世帯数と人口は、以下のとおりである。
| 丁目       | 世帯数    | 人口    |
| ---------- | --------- | ------- |
| 青葉一丁目 | 1,403世帯 | 2,189人 |
| 青葉二丁目 | 630世帯   | 1,168人 |
| 青葉三丁目 | 189世帯   | 415人   |
| 青葉四丁目 | 388世帯   | 788人   |
| 青葉五丁目 | 391世帯   | 897人   |
| 計         | 3,001世帯 | 5,457人 |

## 小・中学校の学区
市立小・中学校に通う場合、学区（校区）は以下のとおりとなる。
| 丁目       | 区域            | 小学校             | 中学校               |
| ---------- | --------------- | ------------------ | -------------------- |
| 青葉一丁目 | 全域            | 久喜市立青葉小学校 | 久喜市立久喜東中学校 |
| 青葉二丁目 | 全域            | 久喜市立青毛小学校 | 久喜市立久喜東中学校 |
| 青葉三丁目 | 1番から4番まで  | 久喜市立青毛小学校 | 久喜市立久喜東中学校 |
| 青葉三丁目 | 上記以外        | 久喜市立青葉小学校 | 久喜市立久喜東中学校 |
| 青葉四丁目 | 1番から11番まで | 久喜市立青毛小学校 | 久喜市立久喜東中学校 |
| 青葉四丁目 | 上記以外        | 久喜市立青葉小学校 | 久喜市立久喜東中学校 |
| 青葉五丁目 | 全域            | 久喜市立青葉小学校 | 久喜市立久喜東中学校 |

## 交通

### 鉄道
地内に鉄道路線は通っていない。最寄り駅は地点によって異なり、東日本旅客鉄道（JR東日本）宇都宮線・東武伊勢崎線の久喜駅、または東武日光線の幸手駅である。久喜駅は、青葉五丁目9番14の地点から約2.5 km、青葉三丁目2番3外の地点から約2.2 kmの位置にある。

### 路線バス
朝日自動車久喜営業所により、久喜駅東口および幸手駅西口に発着する路線バスが運行されている。
- KU11：久喜駅東口 → 東三丁目 → 高田 → 県営住宅入口 → 久喜東中学校前 → 本郷児童公園入口 → 朝日バス車庫 → 青葉四丁目 → 青葉団地中央 → 県営住宅入口 → 高田 → 東三丁目 → 久喜駅東口（青葉団地循環）
- KU12：久喜駅東口 - 東三丁目 - 高田 - 県営住宅入口 - 青葉団地中央 - 青葉四丁目 - 朝日バス車庫
- KU13：久喜駅東口 → 東三丁目 → 高田 → 県営住宅入口 → 青葉団地中央 → 青葉四丁目 → 朝日バス車庫 → 本郷児童公園入口 → 青毛三丁目 → 上高野 → 弁天橋 → 朝日バス車庫 → 青葉四丁目 → 青葉団地中央 → 県営住宅入口 → 高田 → 東三丁目 → 久喜駅東口（青葉・弁天橋循環）
- KU14：久喜駅東口 - 東三丁目 - 高田 - 県営住宅入口 - 青葉団地中央 - 青葉四丁目 - 朝日バス車庫 - 本郷児童公園入口 - 青毛三丁目 - 上高野 - 弁天橋
- KU15：久喜駅東口 - 東三丁目 - 高田 - 県営住宅入口 - 青葉団地中央 - 青葉四丁目 - 朝日バス車庫 - 弁天橋 - 上高野
- KU16：久喜駅東口 - 東三丁目 - 高田 - 県営住宅入口 - 青葉団地中央 - 青葉四丁目 - 朝日バス車庫 - 弁天橋 - 幸手駅西口
- KU21：久喜駅東口 → 西 → 高田 → 吉羽 → 青葉四丁目 → 朝日バス車庫 → 本郷児童公園入口 → 青毛三丁目 → 栗原二丁目 → 栗原 → 青葉四丁目 → 吉羽 → 高田 → 西 → 久喜駅東口（吉羽・栗原循環）
- KU22：久喜駅東口 - 西 - 高田 - 吉羽 - 青葉四丁目 - 栗原 - 栗原二丁目 - 青毛三丁目 - 本郷児童公園入口 - 朝日バス車庫
- KU23：久喜駅東口 - 西 - 高田 - 吉羽 - 青葉四丁目 - 栗原 - 栗原二丁目 - 青毛二丁目 - 久喜東中学校前 - 本郷児童公園入口 - 朝日バス車庫
- KU24：久喜駅東口 - 西 - 高田 - 吉羽 - 青葉四丁目 - 栗原 - 昌平中学・高校
- KU26：久喜駅東口 - 西 - 高田 - 吉羽 - 青葉四丁目 - 栗原

### 道路
地内に国道および主要地方道は通っていない。
- 埼玉県道153号幸手久喜線（幸手久喜加須線[注釈 4]）
- 平沼和戸線（けやき通り）
- 青葉中央通り
- 青葉さくら通り

## 施設
青葉一丁目
- 都市再生機構（UR都市機構）久喜青葉団地
- 久喜青葉団地内郵便局
- 久喜青葉団地集会所
- 久喜市青葉コミュニティセンター
- 久喜市地域交流センター
- 久喜市立青葉小学校
  - 久喜市立あおばっこクラブ

青葉二丁目
- 青葉2丁目公園
- 久喜青葉住宅（県営久喜青葉団地）
- 久喜青葉団地集会所
- 久喜市立あおば保育園

青葉三丁目
- 青葉公園
- 久喜市立久喜東中学校
- 私立あけぼの幼稚園
- 子育て支援センター（リトルエンゼル）

青葉四丁目
- 青葉自治会集会所
- 青葉4丁目公園

青葉五丁目
- 青葉5丁目公園
- 青葉中継ポンプ場